# Sandra Hüller
Sandra Hüller (alemany: [ˈzandʁa ˈhʏlɐ]) (Suhl, 30 d'abril de 1978) és una actriu alemanya. Va obtenir elogis de la crítica pel seu retrat d'Anneliese Michel al drama de Hans-Christian Schmid Requiem (2006), i és més coneguda internacionalment pel seu paper protagonista a la comèdia Toni Erdmann de Maren Ade (2016). A més de Julia Jentsch, Nina Hoss i Paula Beer, és l'única actriu alemanya que ha guanyat el Premi del Cinema Europeu o l'Ós de Plata a la Millor Actriu, màxims guardons de l'Acadèmia del Cinema Europeu i del Festival de Cinema de Berlín, al segle XXI. Hüller ha protagonitzat pel·lícules alemanyes, austríaques, americanes, britàniques i franceses.

## Biografia i carrera
Hüller va néixer a Suhl, llavors a l'Alemanya de l'Est. Va estudiar teatre de 1996 a 2000 a l'Hochschule Für Schauspielkunst "Ernst Busch" de Berlín. Va actuar del 1998 al 2001 al Teatre de Jena, Turíngia i després durant un any al Schauspiel Leipzig. Va ser Oliver Held qui la va recomanar al Theater Basel, Suïssa, on va actuar fins al 2006.
Abans de l'estrena de Toni Erdmann el 2016, Hüller era coneguda pel seu paper com a Michaela Klingler a la pel·lícula Rèquiem de Hans-Christian Schmid, un paper mercès al qual va guanyar el premi del Festival de Cinema de Berlín a la millor actriu el 2006.
El 2014, va guanyar el premi del cinema alemany a la millor actriu secundària per la seva interpretació de Franziska Feldenhoven a la pel·lícula Finsterworld de Frauke Finsterwalder.
El 2019, va aparèixer a dues pel·lícules franceses, Sibyl de Justine Triet, on va interpretar el director de cinema Mika, i a Pròxima d'Alice Winocour com a psicòloga Wendy.
El 2023, Hüller va represnetar la comtessa Irma Sztáray a la històrica pel·lícula de comèdia negra de Frauke Finsterwalder Sisi i jo, un relat dels últims anys de l'emperadriu Elisabeth d'Àustria des del punt de vista de la seva dama d'honor, Irma Sztáray. La pel·lícula es va estrenar al 73è Festival de Cinema de Berlín el 19 de febrer de 2023, i es va estrenar a Alemanya el 30 de març de 2023. Hüller va ser nominada al premi del cinema alemany a la millor actriu per la seva actuació en aquesta pel·lícula.
Hüller va entrar en dues pel·lícules en competició principal al Festival de Canes 2023 ; la pel·lícula francesa Anatomia d'una caiguda de Justine Triet, i la pel·lícula nord-americana, britànica-polonesa La zona d'interès de Jonathan Glazer.

## Filmografia

### Pel·lícules
| Any  | Títol                                                    | Rol                    | Notes                      |
| ---- | -------------------------------------------------------- | ---------------------- | -------------------------- |
| 1999 | Nicht auf den Mund                                       | Daisy                  | Curt                       |
| 1999 | Midsommar Stories                                        | Beatrice               | Segment "Sabotage"         |
| 2006 | Requiem                                                  | Michaela Klingler      |                            |
| 2006 | Kühe lächeln mit den Augen                               | Julia                  |                            |
| 2006 | Madonnen                                                 | Rita                   |                            |
| 2008 | Where in This World                                      |                        | Curt                       |
| 2008 | A Woman in Berlin                                        | Steffi                 |                            |
| 2008 | Der Architekt                                            | Reh Winter             |                            |
| 2009 | Roentgen                                                 | Charlotte              | Curt                       |
| 2009 | Fly                                                      | Sarah                  | Curt                       |
| 2009 | Germany 09: 13 Short Films About the State of the Nation | Ulrike Meinhof         | Segment "Die Unvollendete" |
| 2009 | Fräulein Stinnes fährt um die Welt                       | Clärenore Stinnes      |                            |
| 2009 | Henri 4                                                  | Catherine              |                            |
| 2010 | Brownian Movement                                        | Charlotte              |                            |
| 2010 | Aghet – Ein Völkermord                                   | Tacy Atkinson          | Documental                 |
| 2011 | Über uns das All                                         | Martha Sabel           |                            |
| 2012 | Fluss                                                    | Mother                 | Curt                       |
| 2012 | Strings                                                  | Mare                   |                            |
| 2013 | Finsterworld                                             | Franziska Feldenhoven  |                            |
| 2014 | Lose My Self                                             | Frauke / amiga de Lena |                            |
| 2014 | Amour Fou                                                | Marie                  |                            |
| 2016 | Toni Erdmann                                             | Ines Conradi           |                            |
| 2017 | Don't                                                    | Superhero              | Curt                       |
| 2017 | Fack ju Göhte 3                                          | Biggi Enzberger        |                            |
| 2018 | A la cantonada                                           | Marion Koch            |                            |
| 2018 | 25 km/h                                                  | Tanja                  |                            |
| 2019 | Sibyl                                                    | Mika                   |                            |
| 2019 | Proxima                                                  | Wendy                  |                            |
| 2019 | Exil                                                     | Nora                   |                            |
| 2021 | I'm Your Man                                             | Employee               |                            |
| 2021 | Munich – The Edge of War                                 | Helen Winter           | Pel·lícula de Netflix      |
| 2023 | Sisi i jo                                                | Irma Sztáray           |                            |
| 2023 | Anatomia d'una caiguda                                   | Sandra                 |                            |
| 2023 | La zona d'interès                                        | Hedwig Höss            |                            |

### Televisió
| Any  | Títol                                    | Rol            | Notes      |
| ---- | ---------------------------------------- | -------------- | ---------- |
| 2011 | Der Kriminalist                          | Conny Lojewski | 1 episodi  |
| 2013 | Pinocchio                                | Fox            | Minisèries |
| 2014 | Polizeiruf 110                           | Karen Wagner   | 1 episodi  |
| 2016 | Crime Scene Cleaner (Der Tatortreiniger) | Silke Hansen   | 1 episodi  |

## Premis i nominacions
- Gertrud-Eysolt-Ring (2019)[9]
- Ordre del Mèrit de la República Federal d'Alemanya (2020)[10]